# Honda CB 750 Four
Die CB 750 Four ist ein Motorrad des japanischen Herstellers Honda. Das erste Großserien-Motorrad mit Vierzylinder-Reihenmotor war weltweit ein großer Erfolg und wurde bis 1978 über 550.000 mal hergestellt. Der anfangs nur „Honda Four“ genannte Typ hat einen quer eingebauten Motor, Kettenantrieb und eine hydraulisch betätigte Scheibenbremse vorn.

## Technik
- Quer eingebauter luftgekühlter Vierzylinder-Reihenmotor (Zylinder 15 Grad in Fahrtrichtung geneigt), eine obenliegende Nockenwelle (OHC) mit Antrieb über Steuerkette, zwei Ventile pro Zylinder über Kipphebel betätigt, Primärtrieb durch zwei parallel laufende Einfach-Rollenketten. Mit Trockensumpfschmierung (3,5 l) und einem Ölfilter.
- Hubraum: 736 cm³, Bohrung × Hub: 61 × 63 mm, Verdichtungsverhältnis 9,0 : 1
- Leistung: 67 PS (49 kW) bei 8000 min−1 (K6: 63 PS)
- Drehmoment: 6,1 mkp (59,8 Nm) bei 7000 min−1
- 4 Keihin-Schiebervergaser: Ø 28 mm
- 4-in-4 Auspuffanlage
- Kraftstofftank: 17 Liter, davon 3 l Reserve (K0 = 18 l, K7/K8 = 19 l, 4 l Reserve, CB A = 19,5 l)
- Kraftstoff: Super 95 ROZ
- Kraftstoffverbrauch (min/Ø/max): 4,84/5,77/8,04 l/100 km
- Doppelschleifen-Rohrrahmen
vorne Teleskopgabel/hinten Schwinge mit 2 Federbeinen
- Kickstarter und elektrischer Anlasser
- Hinterradantrieb über Einfach-Rollenkette 5/8" × 3/8"
- hydraulisch betätigte Scheibenbremse vorn (eine Scheibe Ø 296 mm), Trommelbremse hinten (Ø 180 × 35 mm)
- Reifendimension vorne:  3.25-19 (K7+K8 = 3.50-19)
- Reifendimension hinten: 4.00-18 (K7+K8 = 4.50-17)
- Gewicht fahrbereit: 235 kg (K2)
- Zulässiges Gesamtgewicht: 385 kg (K2)
- 12-V-Anlage, Drehstrom-Lichtmaschine 210 W, Batterie 14 Ah
- Höchstgeschwindigkeit: über 200 km/h (lt. Prospekt)
- Beschleunigung: 0–100 km/h in 4,6 s (lt. Prospekt)

## Entwicklung

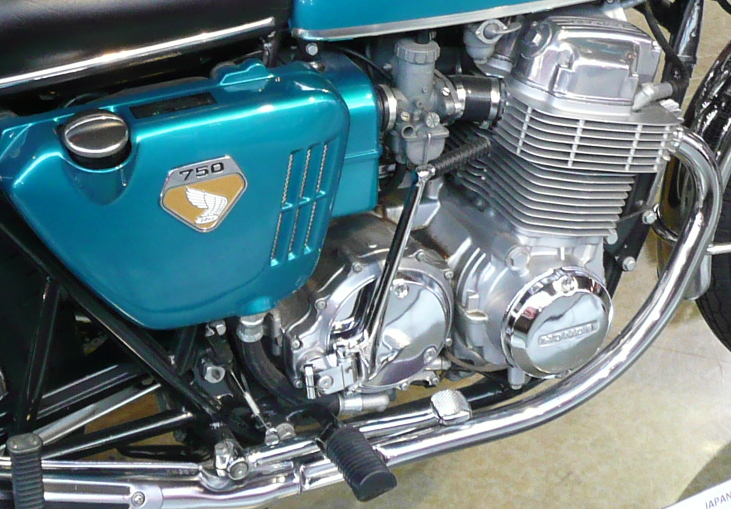
Motor CB750 Four K0
4-Zylinder Reihenmotor (SOHC)

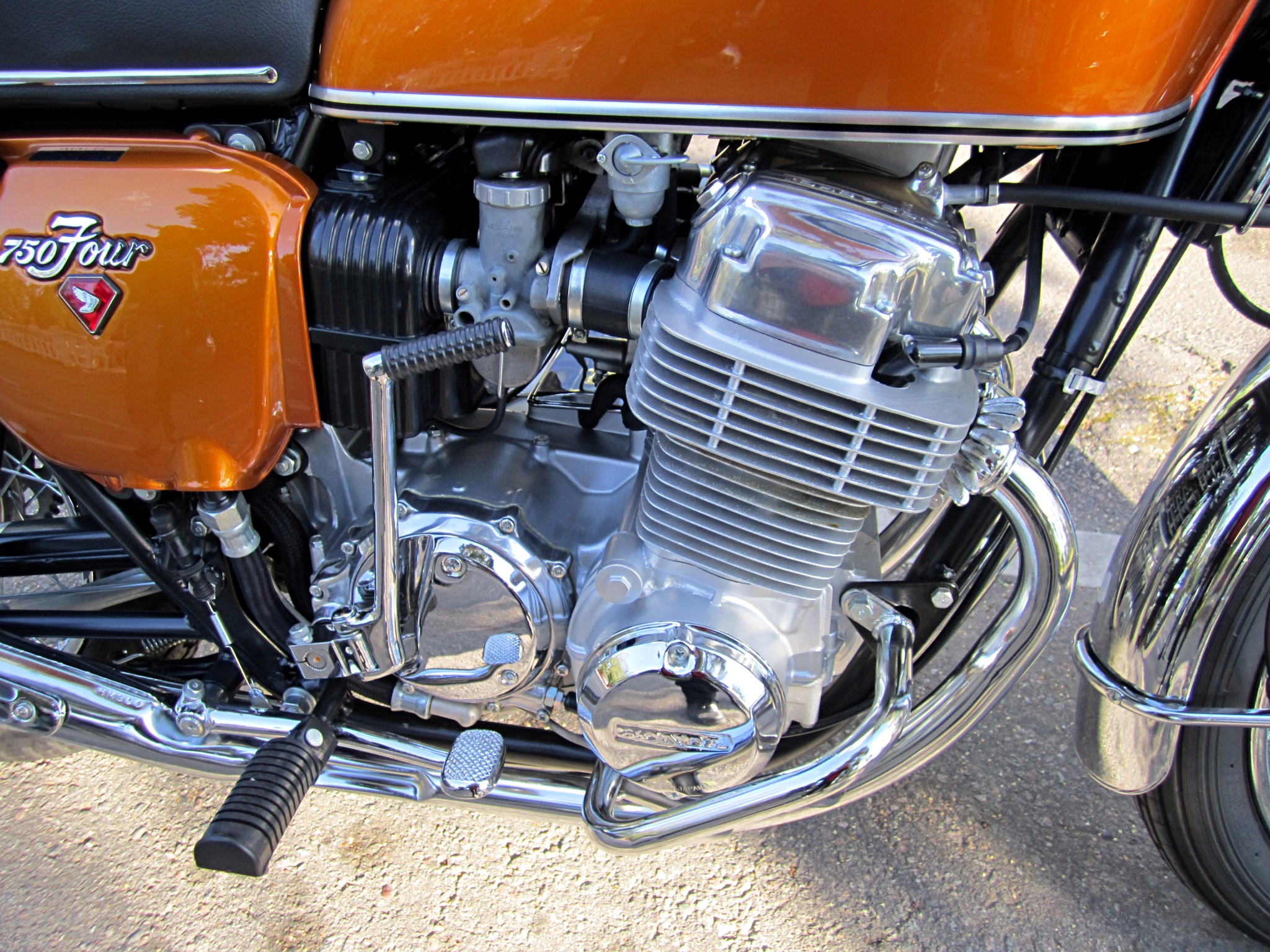
Honda CB 750 Four K1-Motor mit Schutzbügel

Nachdem Honda 1966 alle fünf Klassen der (50/125/250/350/500 cm³) Motorrad-Konstrukteurs-Weltmeisterschaft gewonnen hatte, entschied man sich im Jahre 1967, mit 20 Mitarbeitern unter Projektleiter Yoshirou Harada und Motor-Konstrukteur Masaru Shirakura zur Entwicklung und Bau einer Maschine, die im Hochgeschwindigkeitssegment mit sicherer und bequemer Reisegeschwindigkeit eine neue Referenz setzen sollte. Im Februar 1968 startete man die Konstruktion des Motors. Der mitverantwortliche Designer war Hitoshi Ikeda.

## Vorstellung
Das blaue Vorserienmodell Dream CB 750 Four wurde erstmals am 25. Oktober 1968 auf der 15. Tokyo Motor Show der Öffentlichkeit präsentiert. Die erste Serienmaschine wurde im Januar 1969 auf dem ersten US-amerikanischen Händlertreffen in Las Vegas, Nevada, vorgestellt. Der Präsident von American Honda Motor Co., Kihachiro Kawashima, kündigte an, dieses Motorrad für 1495 US-Dollar zu verkaufen. Gebaut wurde das Modell ab dem Frühjahr 1969 in den Honda-Werken von Saitama (jetzt Wako Plant), Hamamatsu und später Suzuka. Das Serienmodell CB 750 Four K0 (Typcode 300) wurde ab der Mitte 1969 hauptsächlich in den USA und Japan verkauft. Es sollte 1666 US-Dollar oder 385.000 Yen kosten. Diese erste Version von 7414 Exemplaren ist heute unter dem Namen Sandguss-Modell bekannt und von Liebhabern sehr gesucht.
Im Frühjahr 1973 kostete die CB 750 in Deutschland 6.598 DM inklusive 11 % Umsatzsteuer, was heute ca. 11.966 Euro entspricht. Mitte 1975 kostete eine CB 750 F1 inkl. MwSt. 7.198 DM (11.520 Euro). 7.368 DM (11.317 Euro) war im Frühjahr 1976 der Preis inkl. MwSt. für die CB 750 K6.
Mit diesen Leistungsdaten war die Four das erste Motorrad, das jede BMW, Norton und Triumph hinter sich ließ. Das Fahrwerk wies allerdings deutliche Schwächen auf. Neu war die hydraulisch betätigte Scheibenbremse am Vorderrad.
Dieser Motorrad-Typ wurde in etlichen, immer wieder modellgepflegten Versionen fast zehn Jahre lang gebaut. Die Mechanik erwies sich, trotz vorher geäußerter Bedenken aus der Fachwelt, als sehr langlebig. Nicht selten erreichten die Motoren dieser ersten 750er Vierzylinder-Serie Laufleistungen von über 150.000 km. Auch das war ungewöhnlich; Motorradfahrer rechneten in jenen Jahren nach 30.000 oder 40.000 km mit gründlichen Motor-Überholungsarbeiten.
Auch eine Version mit einem Halbautomatikgetriebe (Hondamatic), einem zweistufigen Hydraulik-Drehmomentwandler, wurde von 1976 bis 1978 gebaut, die aber nicht so gut angenommen wurde. In den USA nannte sich diese Version CB-750 A (CB 750 A) und in Japan EARA (CB 750 A). Geschaltet wurde über den linken Fußschalthebel nach unten in N (Neutral), nach oben in die Fahrstufe L (Low), weiter nach oben für D (Drive).
Die 1970er Jahre waren auch die Zeit der Chopper-Umbauten, angeregt durch den Film Easy Rider von und mit Peter Fonda. Die Vorderradgabeln konnten nicht lang genug sein. Hersteller solcher Umbauten, auch auf Basis der CB750, war unter anderem die Firma AME.

## Motorsport

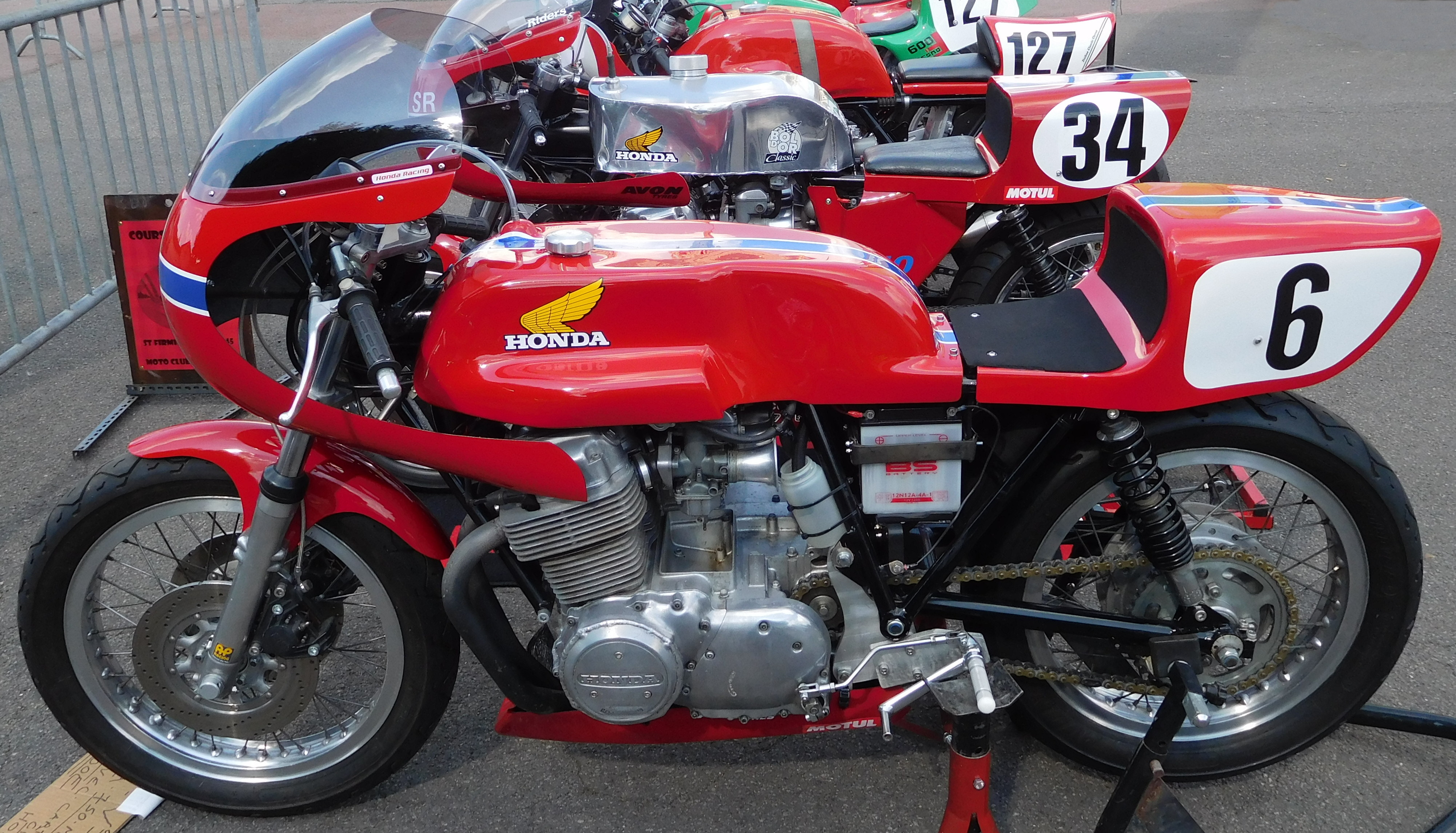
Honda CB 750 Martin, 1972

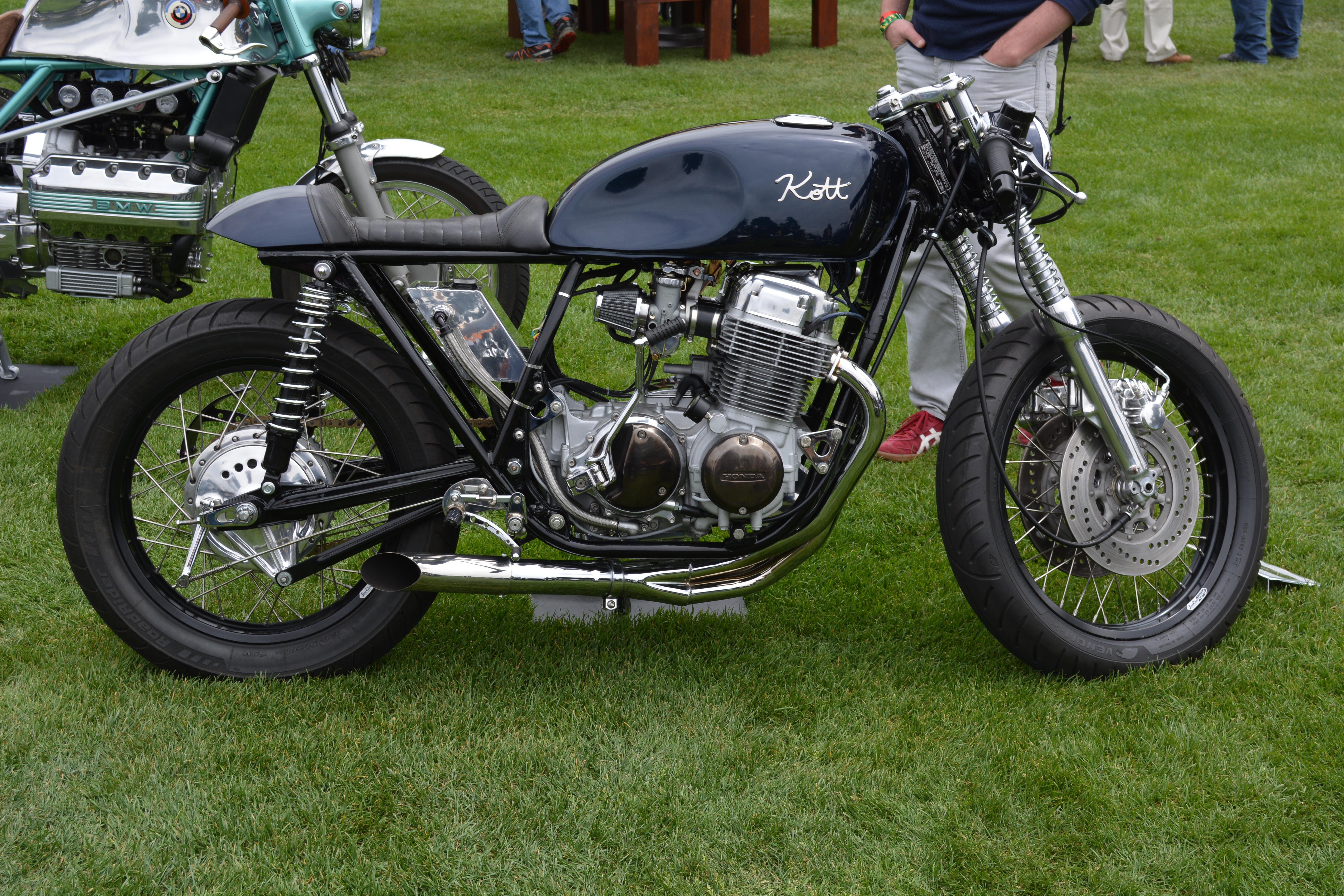
Quail Motorcycle Gathering 2015

Im Rennsport war diese Maschine auch vielfach erfolgreich. Es war auch die Zeit der Tuner, die mit dieser Basismaschine ihre Erfolgsstories erlebten, darunter Bimota, Fritz Egli, Eckert, Japauto, Dunstall, Rickman, Rau, Martin, Dresda, Seeley Ernest Walther und Yoshimura.
Der erste Sieg beim 10-Stunden-Produktionsmaschinen-Rennen im japanischen Suzuka im August 1969 ging an das Team Morio Sumiya/Tetsuya Hishiki, zweite wurden Yoichi Oguma/Minoru Sato, beide Teams auf der CB 750 Four. Der erste Sieg beim 24-Stunden-Langstreckenrennen Bol d’Or in Montlhéry/Frankreich fuhren die Franzosen Daniel Urdrich und Michel Rougerie mit der Startnummer 61 am 12. September 1969 auf einer von Alf Briggs von Honda U.K. hergerichteten CR 750 für Honda ein. Am 15. März 1970 fuhr der Amerikaner Dick Mann im Rennen der 200 Meilen American Motorcyclist Association Daytona auf einer CR 750 mit der Startnummer 2 zum Sieg. Diese Rennmaschine war im Wesentlichen von der CB 750 Four abgeleitet. Beim 24-Stunden Langstreckenrennen Bol d’Or 1972 in Le Mans fuhr das Team Gérard Debrock/Roger Ruiz zum Sieg. Die Europäische Langstrecken Meisterschaft gewann das Team Godier Genoud in diesem Jahr. Beim 24-Stunden Langstreckenrennen Bol’Or 1973 in Le Mans fuhr das Team Debrock/Thierry Tchernine zum Sieg. 1975 wurde das Team Roger Ruiz/Christian Huguet Weltmeister in der FIM Endurance. In den Jahren 1976 bis 1979 war die RCB 1000 (941 cm³/997 cm³), die nun zwei obenliegende Nockenwelle hatte, in den Langstreckenrennen der Coupe d’Endurance mit den Fahrern Jean-Claude Chemarin/Christian Leon, Christian Huguet/Pentti Korhonen, Jean-Claude Chemarin/Alex George, G. Green/Maurice Maingret mit der 1000 Japauto VX941-Honda-Motor, Stanley Woods/Charlie Williams und weiteren Teams sehr erfolgreich. 1977 fuhr Phil Read in der Klasse Formula 1 auf der Isle of Man TT zum Sieg.
Letztlich nur zu einem Klassenrekord führten 1971 bis 1972 die Versuche, mit einer von Reaction Dynamics gebauten, mit zwei turbogeladenen CB 750-Motoren ausgestatteten Maschine den absoluten Geschwindigkeitsrekord für Motorräder zu brechen. Die Honda Hawk kam auf einen Mittelwert von 374 km/h und in eine Richtung gefahren auf 461 km/h.

## Namen
In Japan ist die CB 750 Four auch mit dem Namen CB Nanahan oder Dream CB 750 Four bekannt.

## Auszeichnung
Von Motorradfahrern wurde sie 1999 zum Motorrad des Jahrhunderts gewählt.

## Galeriebilder

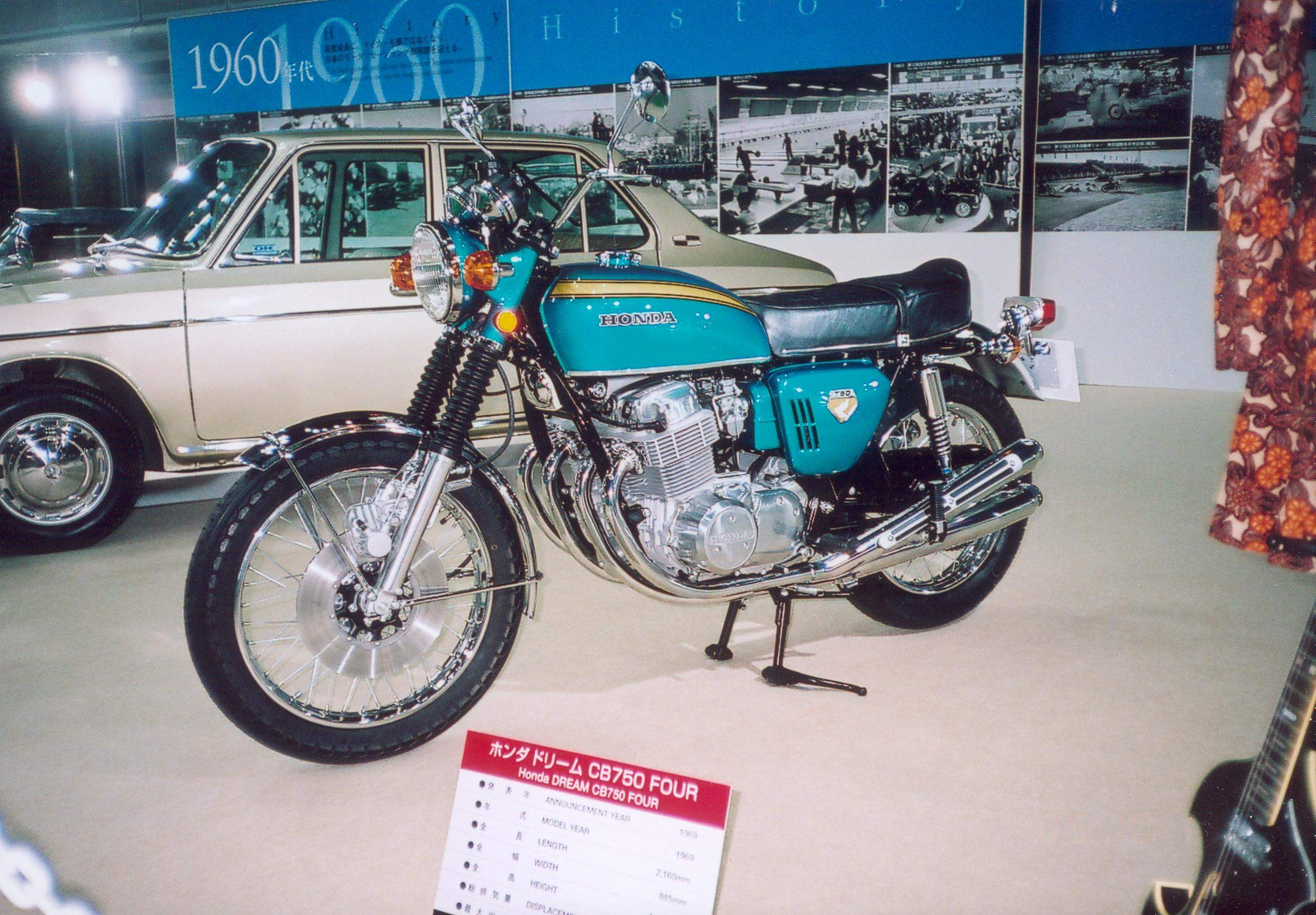
Honda Dream CB 750 Four K0
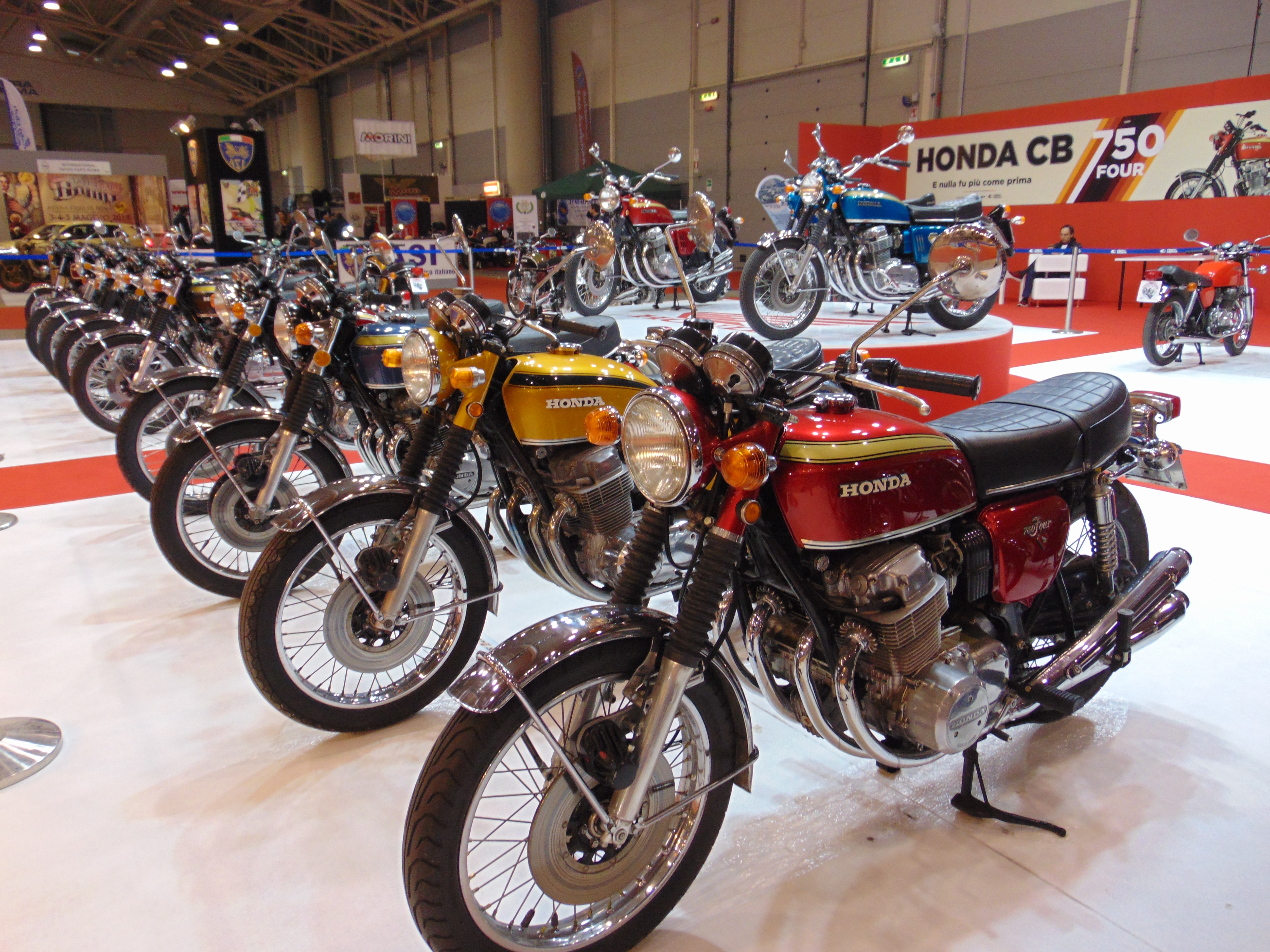
Motodays 2019
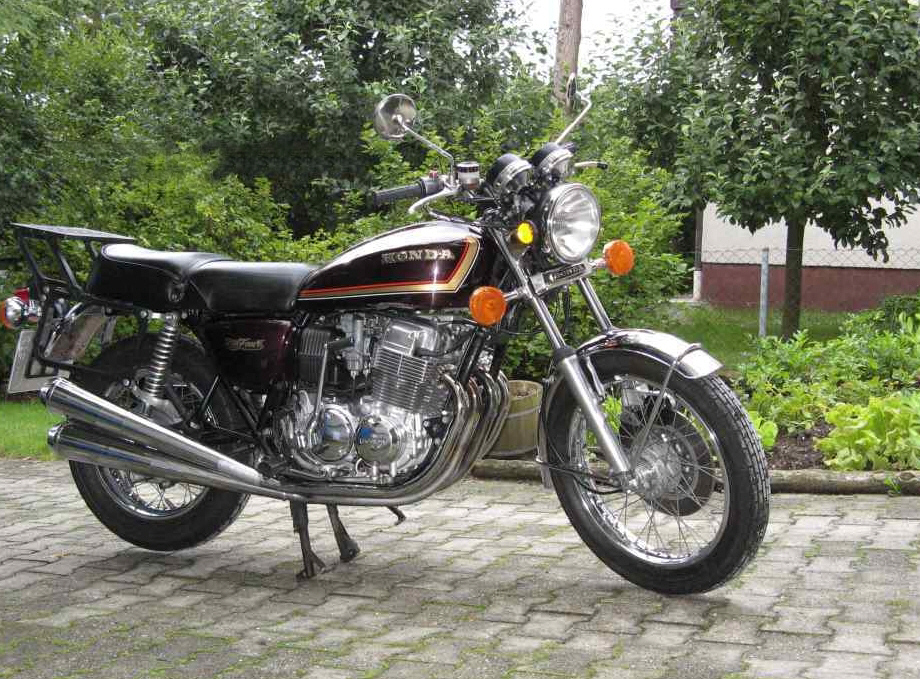
Honda CB 750 Four K7 von 1978, bis auf die Kofferträger im Originalzustand
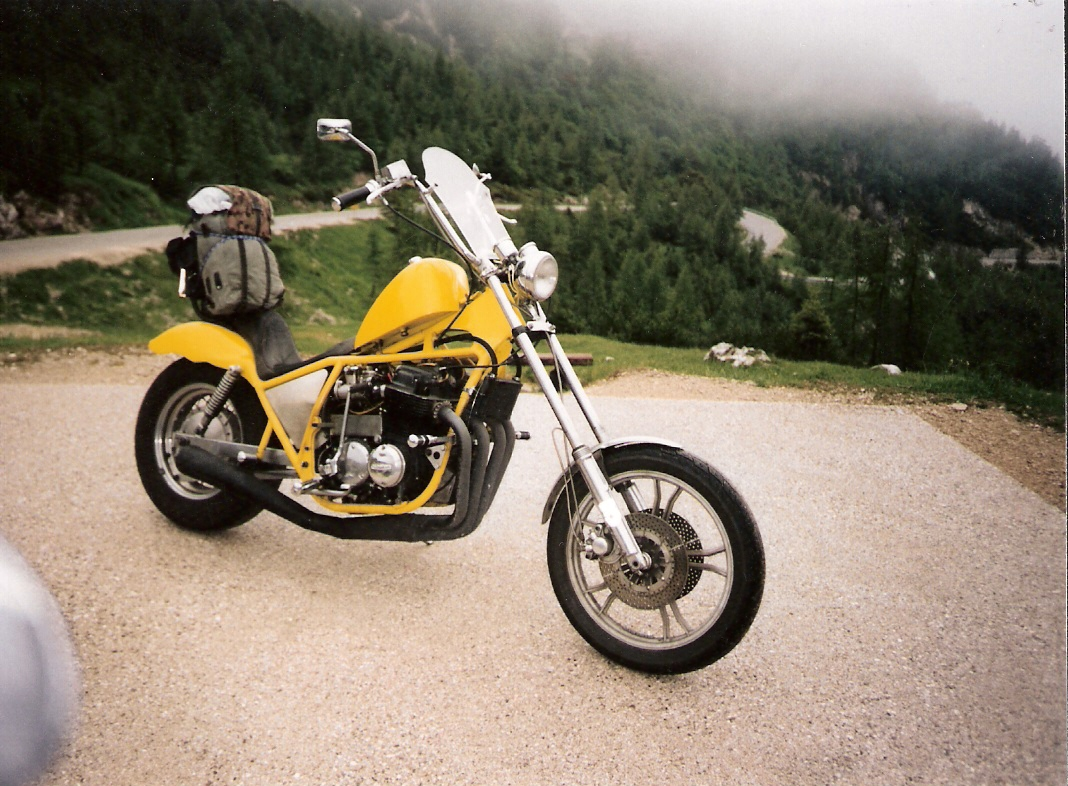
Chopper-Umbau einer CB 750 Four der ersten Serie
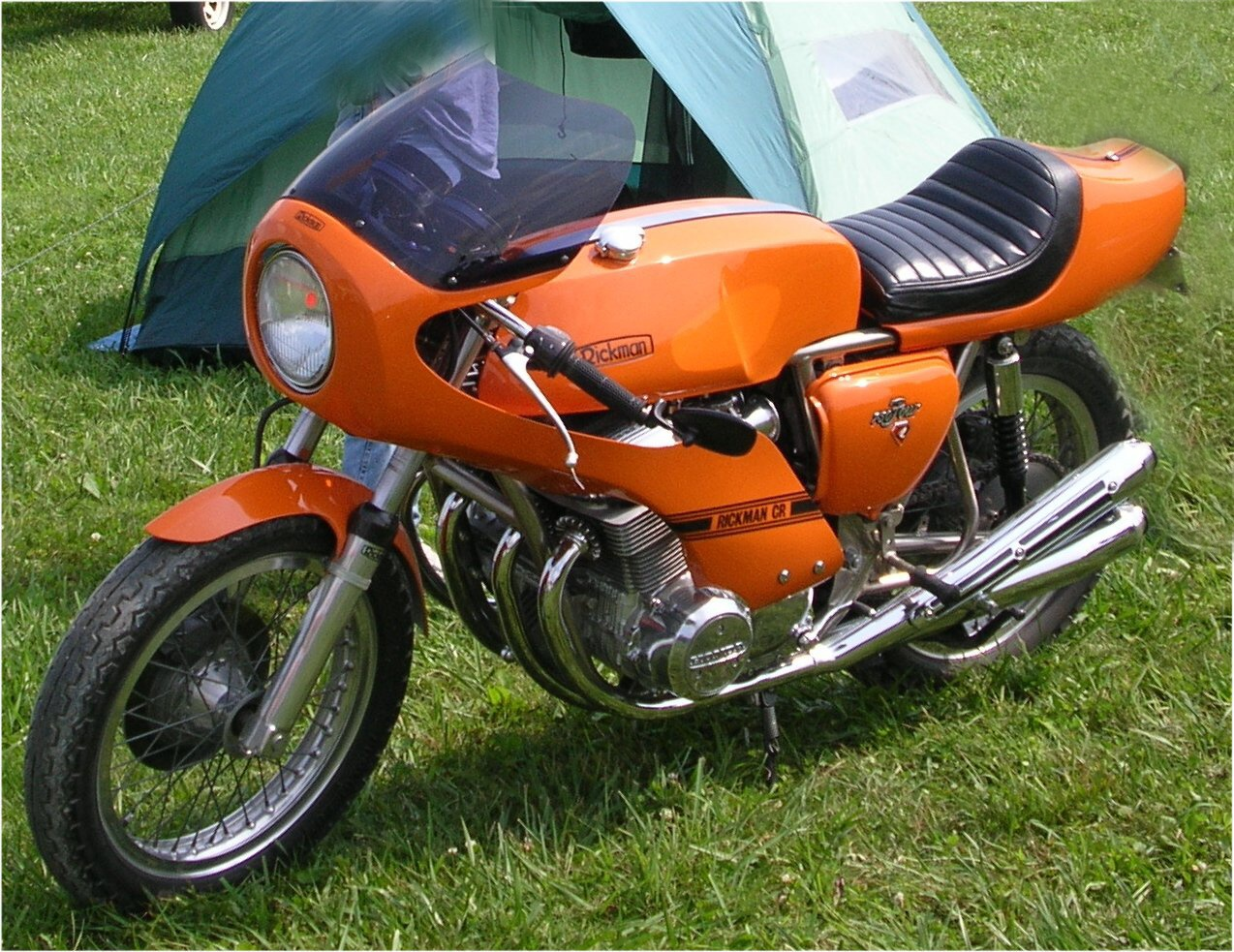
Rickman Honda 750 Four von 1973
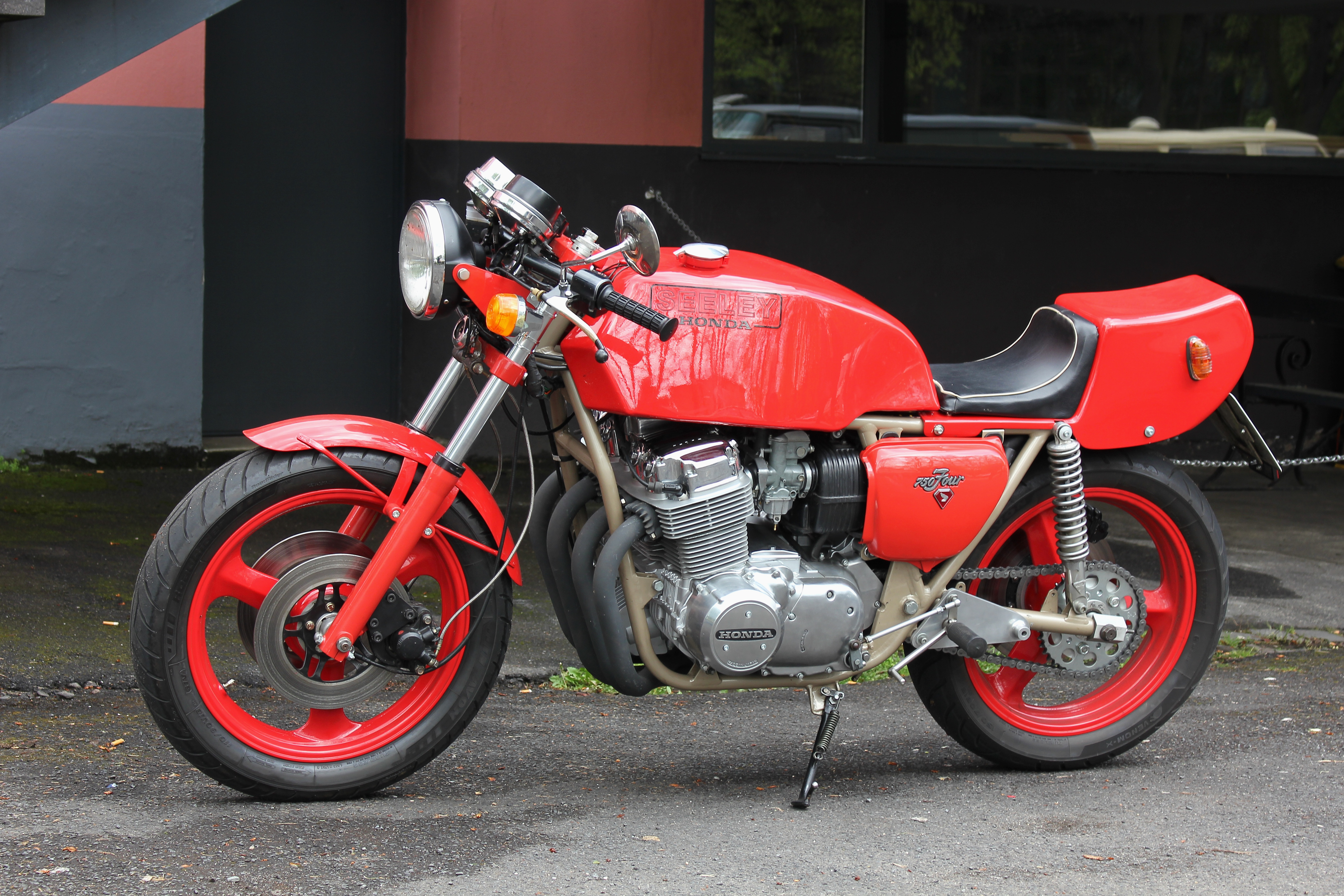
Seeley-Honda 750 Four, Bj. 1977
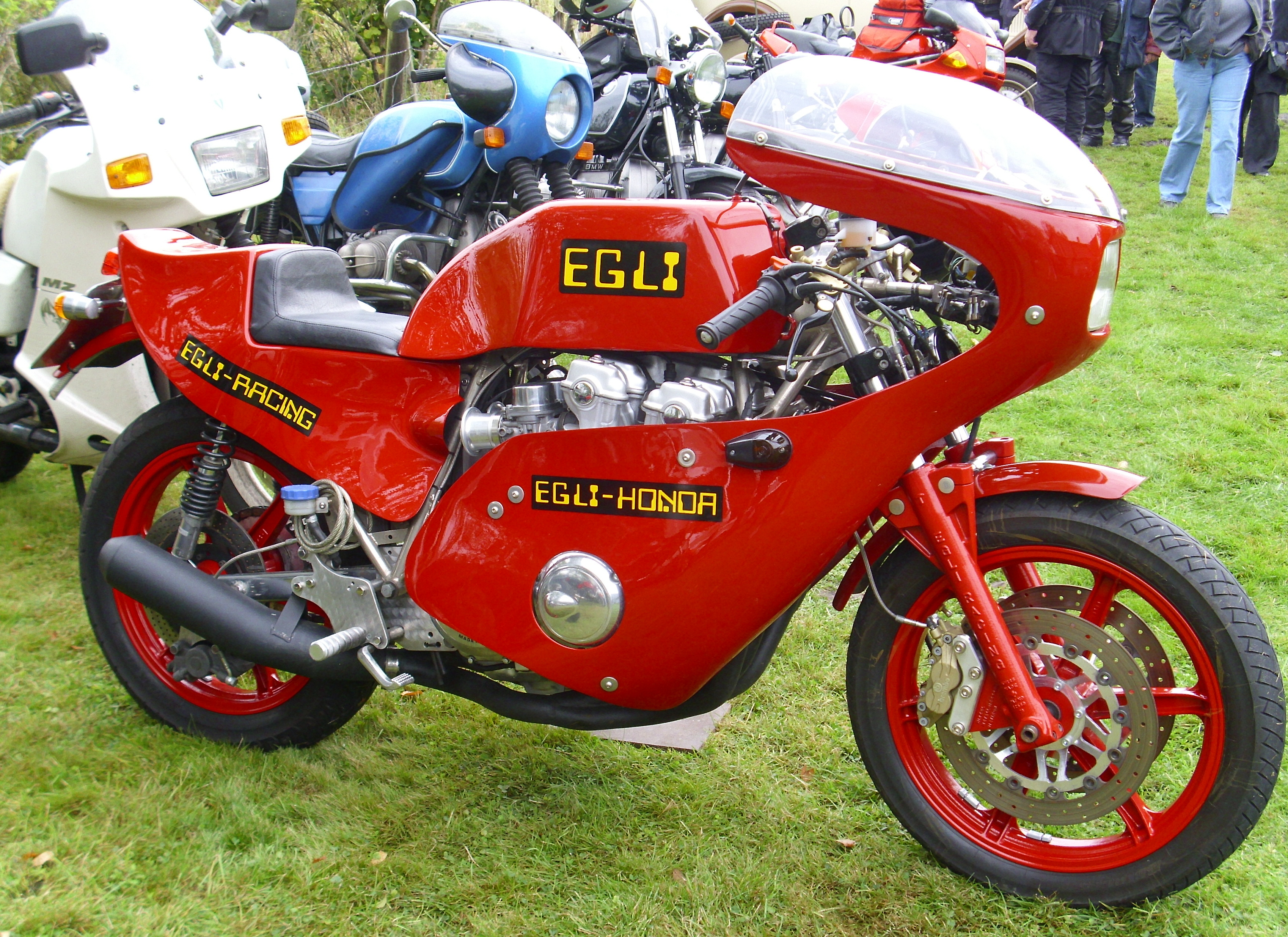
Egli-Honda auf Basis der CB 750 Four (1978)

## Modellübersicht
| Typ    | Modell           | Code | Hubraum | kW (PS)        | bei min−1 | Tank    | Gewicht | Bauzeit   | Produktion (Fahrzeuge) |
| ------ | ---------------- | ---- | ------- | -------------- | --------- | ------- | ------- | --------- | ---------------------- |
| CB 750 | K0               | 300  | 736 cm3 | 49,3 (67)      | 8000      | 18      | 205     | 1969      | 7.414                  |
| CB 750 | K1 +P (Police)   | 300  | 736 cm3 | 49,3 (67)      | 8000      | 17      | 218     | 1970–1971 | 77.000                 |
| CB 750 | K2 (für D) +P    | 341  | 736 cm3 | 49,3 (67)      | 8000      | 17      | 235     | 1972–1975 | 63.500                 |
| CB 750 | K3-K5 (USA)      | 341  | 736 cm3 | 49,3 (67)      | 8000      | 17      | 235     | 1972–1978 |                        |
| CB 750 | K6               | 341  | 736 cm3 | 46,3 (63 in D) | 8000      | 17      | 235     | 1976      | 42.000                 |
| CB 750 | K7 (K8 USA)      | 405  | 736 cm3 | 49,3 (67)      | 8000      | 19/19,5 | 253,5   | 1977–1978 | 38.000                 |
| CB 750 | CB A             | 393  | 736 cm3 | 34,5 (47)      | 7500      | 19,5    | 241/262 | 1976–1978 | 8.100                  |
| CB 750 | F/F1             | 392  | 736 cm3 | 49,3 (67)      | 8500      | 18/17   | 227     | 1975–1977 | 44.000                 |
| CB 750 | F2/F3 (FIII USA) | 410  | 736 cm3 | 53,7 (73)      | 9000      | 18      | 247     | 1977–1978 | 25.000                 |

## Produktionszahlen
| Modell      | Bauzeit   | Produktion (Fahrzeuge) |
| ----------- | --------- | ---------------------- |
| Serie K0–K8 | 1969–1978 | 442.500                |
| Serie F0–F3 | 1975–1978 | 102.500                |
| Gesamt      | 1969–1978 | 553.100                |

## Modellgeschichte
Nach dem herausragenden Erfolg der CB 750 Four begann Honda dieses Konzept auch auf die kleineren Hubräume zu übertragen. So entstanden in Folge als weitere Modelle 1971 die CB 500 Four und 1972 die CB 350 Four.
2013 stellte Honda mit der CB 1100 ein luftgekühltes Retromotorrad vor, dessen Äußeres stark an die CB 750 Four angelehnt ist, vor.

## Trivia
Die Comicfigur Eduard Nockenfell (fr. Edouard Bracame) des Joe Bar Teams fährt eine Honda CB 750 Four und Aime Gafone eine Honda 750 Daytona Replica.

## Nachfolger

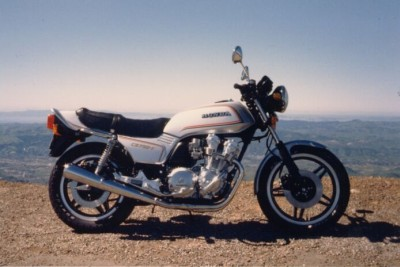
Honda CB 750 F (1981), im Design der CB 900 F Bol d’Or

Erst als 1972 die Kawasaki Z 1 „Super four“ (später Z 900) mit 82 PS (US-Ausführung – in Deutschland 79 PS) herauskam, schwächten sich die Verkaufszahlen ab. Honda ließ die erste 750er Serie (K0–K8) im Jahr 1978 auslaufen und ersetzte sie durch die CB 750 K (RC 01) mit dem 77 PS DOHC-Motor, der von dem damals sehr erfolgreichen Honda-Rennmotor der RCB1000 abgeleitet war.
Parallel wurde die Honda CB 900 Bol d’Or entwickelt, von diesem Typ gab es ebenfalls eine hubraumschwächere Version, die CB 750 F (RC04) Bol d’Or mit dem Motor der CB 750 K (RC 01), der durch eine geänderte Auspuffanlage (4-2) jetzt 79 PS leistete. Diese legitime Nachfolgerin der CB 750 war zunächst nur in Japan, Kanada und den USA erhältlich und von der nur im Ausland verkauften Spitzenversion CB 900 F Bol d’Or abgeleitet. In Japan selbst war es aufgrund der Führerscheinbestimmungen schwer, Motorräder mit mehr als 750 cm³ in den Verkehr zu bringen. Die Bezeichnung Bol d’Or war eine Reminiszenz an die Erfolge von Honda beim Bol d’Or, dem 24-Stunden-Motorradrennen in Frankreich.
Anfang der 1990er Jahre nahm Honda wieder eine modern konstruierte und am Markt dann recht erfolgreiche CB 750 Four ins Programm, um an den alten ruhmreichen Namen anzuknüpfen: nach einem Jahrzehnt Unterbrechung die dritte, grundlegend neue Version eines Vierzylinder-Sporttourers. Diese Version heißt CB Sevenfifty und wurde von 1992 bis 2002 gebaut.
Am 23. Oktober 1999, zum 30. Geburtstag der in-line-Four, überraschte Honda auf der Tokyo Motor Show die Öffentlichkeit mit einer Studie (Prototyp) mit dem Namen CB Four, die optisch in vielen Dingen der alten CB 750 Four glich, aber nicht in Serie ging. Der Motor war bei dieser Studie allerdings ein Exemplar mit zwei obenliegenden Nockenwellen DOHC und im Vorderrad waren zwei Scheibenbremsen.

## Die Four im heutigen Straßenbild
Heutzutage werden insbesondere die Maschinen der ersten Serie, die Modelle K0–K7 (K8), als Oldtimer-Motorräder in gutem Zustand bei einem Mehrfachen ihres ehemaligen Neupreises gewertet. Modelle im Originalzustand sind allerdings selten, was einerseits daran liegt, dass die Fours ein "dankbares" Fundament für Umbau- und Tuningmaßnahmen waren; andererseits waren gerade die Auspuffanlagen seit jeher rostanfällig und teuer bzw. seit einigen Jahren nicht mehr lieferbar, so dass unterschiedlichste 4-in-1-Anlagen angebaut wurden. Seit einiger Zeit (um 2006) sind die originalen 4-in-4-Auspuffanlagen wieder erhältlich. Ein in Oldtimerkreisen akzeptierter Umbau der Four ist das Ausrüsten mit einer zweiten Scheibenbremse vorne. Da serienmäßig Aufnahmepunkte für den Bremssattel vorhanden sind, ist diese Umrüstung problemlos machbar.